# Кристиан Лудвиг (Брауншвайг-Люнебург)
Кристиан Лудвиг (на немски: Christian Ludwig; * 25 февруари 1622, дворец в Херцберг ам Харц; † 15 март 1665 при Целе) от род Велфи (Нов Дом Люнебург), е херцог на Брауншвайг-Люнебург, от 1641 до 1648 г. княз на Княжество Каленберг и от 1648 до 1665 г. княз на Люнебург.

## Живот
Кристиан Лудвиг е най-големият син на херцог Георг фон Брауншвайг-Каленберг (1583 – 1641) и Анна Елеонора (1601 – 1659), дъщеря на ландграф Лудвиг V от Хесен-Дармщат.
През 1641 г. той наследява баща си в Княжество Каленберг с резиденция в Хановер. През 1642 г. е приет в литературното общество Fruchtbringende Gesellschaft чрез княз Лудвиг I фон Анхалт-Кьотен.
След смъртта на чичо му, херцог Фридрих в Целе, той оставя управлението на Каленберг на по-малкия си брат Георг Вилхелм и управлява от 1648 г. Княжество Люнебург в Целе.
На 9 октомври 1653 г. Кристиан Лудвиг се жени за принцеса Доротея София (* 28 септември 1636, † 6 август 1689), дъщеря на херцог Филип фон Шлезвиг-Холщайн-Зондербург-Глюксбург и съпругата му принцеса София Хедвига фон Саксония-Лауенбург. Бракът е бездетен.
На 43 години Кристиан Лудвиг умира на 15 март 1665 г. в Целе. Неговата вдовица се омъжва втори път на 14 юни 1668 г. за „великия курфюрст“ Фридрих Вилхелм фон Бранденбург.
- Кристиан Лудвиг
- Доротея